# Lidija Sjuleva
Lidija Sjuleva (bulgariska: Лидия Шулева), född 23 december 1956 i Sofia, är en bulgarisk politiker och ledamot av Europaparlamentet sedan 2007. Hon tillhör Nationella rörelsen för stabilitet och framsteg och representerar det partiet i Europaparlamentet.